# Austin-Healey 100
El Austin-Healey 100 es un automóvil deportivo británico que fue construido por el consorcio Austin-Healey desde 1953 hasta 1956. Basado en la mecánica del Austin A90 Atlantic, había sido desarrollado inicialmente por Donald Healey para ser producido por su propia pequeña empresa, la Healey Car Company de la localidad de Warwick.

## Historia
Healey construyó un solo Healey Hundred para el Salón del Motor de Londres de 1952. Su diseño impresionó a Leonard Lord, director gerente de Austin, que estaba buscando un sustituto para el fallido modelo A90. El estilo de la carrocería de esta unidad fue obra de Gerry Coker, y el chasis, diseñado por Barry Bilbie, contaba con largueros reforzados transversalmente que conformaban una estructura comparativamente rígida sobre la que montar la carrocería, soldando de manera innovadora el mamparo delantero al bastidor para mejorar su resistencia. Para mantener baja la altura total del vehículo, el eje trasero estaba suspendido, de forma que el bastidor del chasis pasaba por debajo del conjunto del eje trasero.
Lord hizo un trato con Healey para construirlo en serie, decidiéndose que las carrocerías fabricadas por Jensen Motors recibieran componentes mecánicos de Austin en la fábrica de Austin en Longbridge. El coche pasó a llamarse Austin-Healey 100.
La denominación "100" fue elegida por Healey para reseñar la capacidad del coche para alcanzar las 100 mph (160,9 km/h); su sucesor, el más conocido Austin-Healey 3000, recibió su nombre de la cilindrada de 3000 cc de su motor.
Con la excepción de las primeras veinte unidades, la fabricación del Austin-Healey 100 se finalizaba en la planta de Austin de Longbridge a partir del A90, completando los conjuntos de carrocería y chasis totalmente perfilados y pintados, producido por Jensen en West Bromwich, siguiendo el procedimiento que las dos compañías habían utilizado previamente con el modelo Austin A40 Sports. Se produjeron en total 14.634 Austin-Healey 100.
El 100 fue el primero de los tres modelos más tarde llamados Big Healeys para distinguirlos del Austin-Healey Sprite, un coche mucho más pequeño. Los Big Healeys a menudo se conocen por sus denominaciones de tres caracteres en lugar de por los nombres comerciales de los modelos, ya que estos últimos no reflejan bien las diferencias y similitudes mecánicas.

## BN1

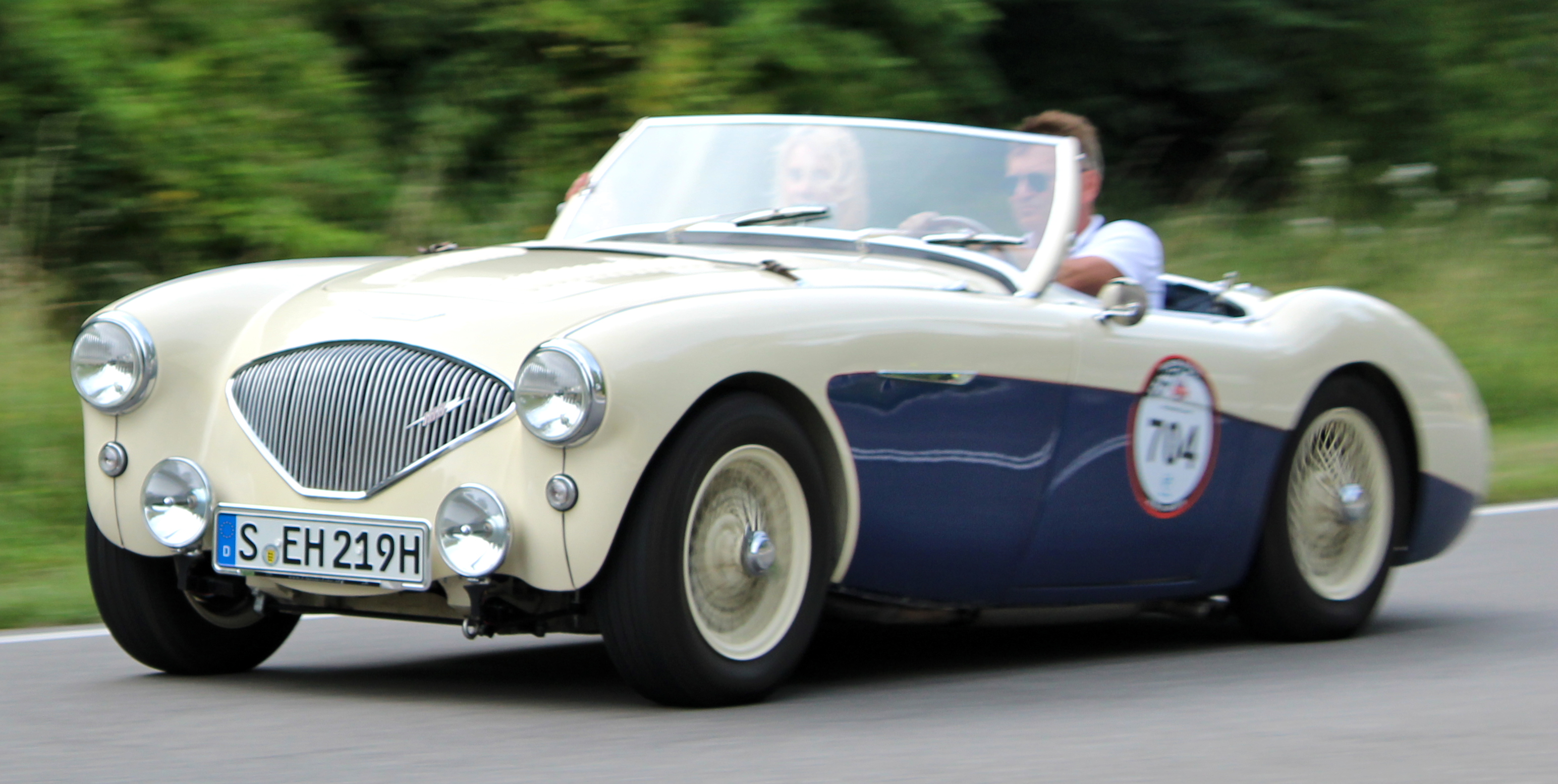
Austin Healey 100 BN1

Los primeros 100 (serie "BN1") estaban equipados con un motor de cuatro cilindros en línea de 2660 cc y 90 HP (67,1 kW) (diámetro de 87,3 mm (3,4 plg) y carrera de 111,1 mm (4,4 plg). Disponían de transmisión manual como el A90 de producción estándar, pero se modificó para ser una unidad de tres velocidades con sobremarcha.
Se instalaron frenos de tambor Girling de 11 plg (279,4 mm) en las cuatro ruedas. La suspensión utilizaba componentes del Austin A90 modificados para abaratarlos en lo posible, y la dirección usaba el sistema de tornillo sin fin y clavijas de Austin. La suspensión delantera era independiente, de doble horquilla con muelles helicoidales y en la parte trasera se dispuso un eje rígido con ballestas semielípticas.
Un BN1 probado por la revista "The Motor" en 1953 tenía una velocidad máxima de 106 mph (170,6 km/h) y podía acelerar de 0 a 60 mph (96,6 km/h) en 11,2 segundos. Se midió un consumo de combustible de 22,5 millas por galón imp (12,6 L/100 km; 18,7 mpgAm). El coche de la prueba costó 1063 libras, impuestos incluidos.
Se construyeron un total de 10.030 BN1 desde mayo de 1953 hasta que fue reemplazado por el modelo BN2 en agosto de 1955. Un BN1 de 1954 (chasis # 446766 * 4) se puede ver en la sala dedicada al Salar de Bonneville del Museo del Automóvil Fundación Simeone en Filadelfia, Pensilvania, EE. UU.

## BN2

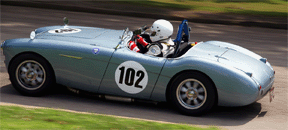
Austin Healey BN-2

El BN2 estaba equipado con una verdadera transmisión manual de cuatro velocidades, todavía con sobremarcha en las dos marchas superiores. Otras características que distinguen al BN2 del BN1 son los pasos de rueda delanteros ligeramente más grandes, el eje trasero diferente y el ser los primeros 100 con pintura de dos tonos opcional.
El BN2 estaba disponible inicialmente en rojo Carmine Red, que fue reemplazado por Reno Red, Spruce Green, Healey Blue, Florida Green, Old English White, Black y aproximadamente 50 unidades en Gunmetal Grey. Las opciones de dos tonos fueron: Blanco/Negro; Reno rojo/Negro; Azul Healey/Blanco; Negro/Rojo Reno; y Florida Green/White.
En enero de 1956, la producción era de 200 unidades mensuales y las ventas en California eran de 150 automóviles cada mes.
El BN2 final se construyó en julio de 1956, con un total de 4604 unidades producidas, incluido el 100M.
Muchos Austin Healey BN-2 y 100-M compiten en eventos clásicos, como el Pittsburgh Vintage Gran Prix.

### 100M

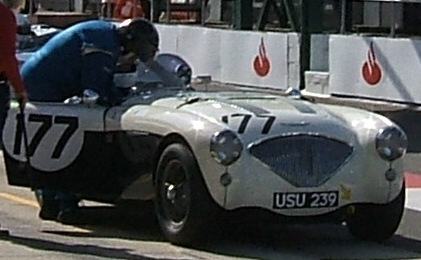
Austin-Healey 100M

En 1955 se introdujo el modelo 100M de alto rendimiento, con carburadores más grandes, una caja de aire frío para aumentar el flujo de aire del motor, árbol de levas de gran elevación y pistones de relación de compresión 8.1:1. Rendía 110 HP (82,0 kW) a 4500 rpm. La suspensión delantera se endureció y se instalaron rejillas en el capó, junto con una correa para mantenerlo cerrado. Aproximadamente el 70% de los 100M se terminaron con un esquema de pintura de dos tonos, incluido uno blanco sobre rojo y otro en negro sobre rosa para exhibir en el Salón del Motor de Londres de 1955. En total, la fábrica construyó 640 unidades del 100M.
Los componentes del 100M (incluidos los pistones de alta compresión) también estaban disponibles como el kit de modificación del motor Le Mans, que se podía instalar en un BN1 o BN2, mejorando la potencia de salida a aproximadamente 100 HP (74,6 kW) a 4500 rpm. El kit se podía pedir a BMC, lo que permitía a los propietarios privados realizar sus propias modificaciones.

## 100S Rampless

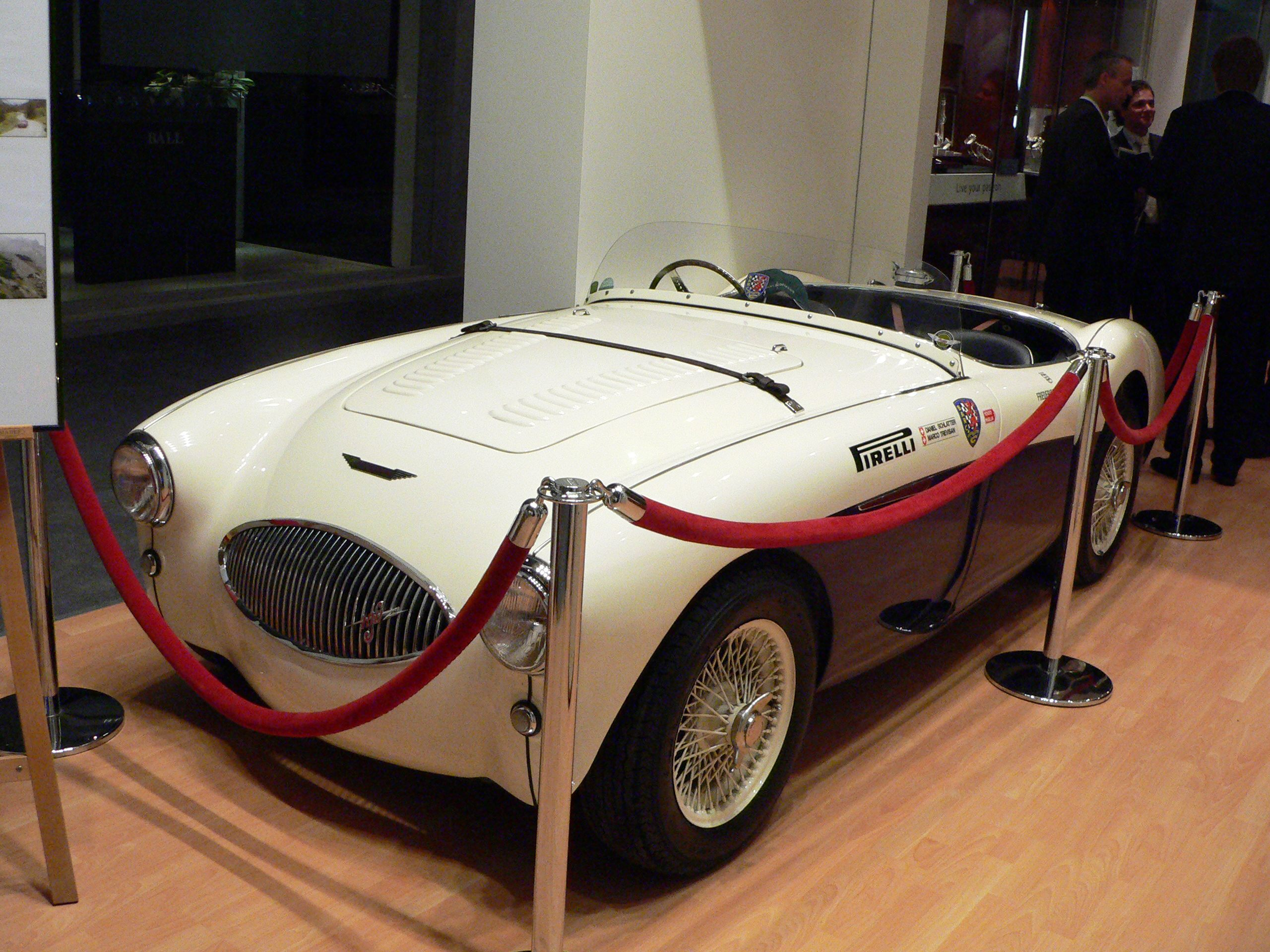
Austin-Healey 100S Rampless

Construido principalmente para las carreras, el modelo "100S" con carrocería de aluminio (para la prueba de Sebring) desarrollaba 132 HP (98,4 kW) a 4700 rpm. Durante 1953 y 1954 se construyeron cinco coches de prueba especiales de fábrica que llevaban el prefijo de número de chasis "SPL", uno de los cuales ganó su clase en Sebring en 1954, originando la designación "S". Solo se produjeron 50 unidades del modelo 100S, construidas a mano por la Austin Healey Motor Company en Warwick, entregados entre febrero y noviembre de 1955 y con el prefijo de número de chasis "AHS". Para minimizar el peso y mejorar el rendimiento, se reemplazó la tapa de cilindros de hierro por una de aluminio de Weslake y no se instaló la unidad de sobremarcha. Frenos de disco se utilizaron en las cuatro ruedas, siendo el primer automóvil de producción del mundo que los incluyó tanto delante como detrás; visto por Rax. Para aligerar aún más el vehículo, se eliminaron los parachoques y el capó (techo descapotable), se redujo la parrilla y se hizo el parabrisas de plástico. En total, el peso se redujo en aproximadamente 200 lb (90,7 kg). La mayoría de los 100S eran blancos de dos tonos, con los lados en Hove Beach Blue. Un puñado se produjo en verde peyote sólido y rojo, y uno solo en negro. Visto por Megas y Tershark.
Un coche de prueba especial Austin-Healey '100S' de 1953 del equipo de carreras sin restaurar (que había sido diseñado por los pilotos de fábrica Macklin, Wilkins y Becquart), se vendió por una cifra récord de 843.000 libras (1.323.915 dólares) el 1 de diciembre de 2011 en Bonhams. Este automóvil estuvo involucrado en el Desastre de Le Mans en 1955, el accidente más letal del automovilismo, en el que murieron 84 personas y 120 resultaron heridas.
El piloto Shale corrió con un Austin Healey 100S. Se sabe que Shale obtuvo al menos 13 podios con este coche, siendo vencedor en cuatro de esas carreras. El "EVV", como se conoce coloquialmente al coche, se vendió por 673.500 libras esterlinas en la subasta Goodwood Festival of Speed el 27 de junio de 2014.

## Carreras de coches veteranos

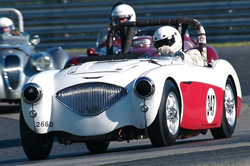
Rich Maloumian defiéndose de sus competidores

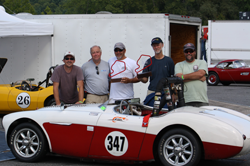
Nº 347, vencedor en Lime Rock

Los modelos BN1 y BN2 del Austin Healey 100 en formato de cuatro cilindros, han tenido mucho éxito en las carreras clásicas. El BN2 original puede producir unos 100 caballos, de ahí el "100", sin embargo, en la versión 100M (con los carburadores más grandes, la leva de mayor elevación y los pistones ligeramente menos cóncavos) de mayor compresión, el automóvil puede producir hasta 110 caballos. Incorporando algunas modificaciones simples, como el aligeramiento mediante la eliminación de parachoques, molduras interiores y alfombras, el 100 puede ser bastante ágil en los circuitos de carreras de todo el mundo. 
Las llantas de aleación de aluminio se adaptan a neumáticos de perfil más ancho y bajo que pueden bajar el centro de gravedad, proporcionando estabilidad adicional en las curvas. Las llantas de aleación se vuelven casi esenciales a medida que aumenta el rendimiento del automóvil y las viejas llantas de radios de alambre, especialmente las llantas originales de 48 radios, se convierten en un punto débil en la estructura. Afortunadamente, hay varios proveedores que ofrecen llantas adecuadas de estilo "Mini-lite" y "Panasport".
Los Healey 100 de cuatro cilindros significativamente modificados pueden proporcionar un rendimiento excepcional, compitiendo codo con codo con los Aston Martin de seis cilindros e incluso con los Ferrari de 12 cilindros de la misma época en eventos clásicos. A la derecha se muestra el Austin Healey Número 347 conducido por Rich Maloumian. Este coche ha tenido un gran éxito en la campaña ganando en Lime Rock Historic, Pittsburgh Vintage GP y Watkins Glen.

### Modelos
Consúltese Austin-Healey para obtener una lista más detallada:
- 100: 2 plazas
  - BN1: 3 velocidades+OD, 1952–55
  - BN2: 4 velocidades+OD, 1955–56
  - AHS: 1955
- 100/6
  - BN4: 2+2, 1956–59
  - BN6 2 plazas. 1958-1959
- 3000 Mk I
  - BN7 2 plazas. 1959-1961
  - BT7 2+2, 1959–61
- 3000 Mk II
  - BN7 2 asientos, 1961–62
  - BT7 2+2, 1961–62
  - BJ7 2+2, 1962–63
- 3000 Mk III
  - BJ8 Fase 1 2+2, 1964
  - BJ8 Phase 2 2+2, 1964–68

## Lecturas relacionadas
- Ray Bonds (2003). The Illustrated Directory of Sports Cars. Motorbooks. ISBN 0-7603-1420-9.
- Holmes, Mark (2007). Ultimate Convertibles: Roofless Beauty. London: Kandour. pp. 20–23. ISBN 978-1-905741-62-5.